# Jaroslav Studzizba
Jaroslav Studzizba (eigentlich Jarosław Studzizba; * 28. Oktober 1955 in Nysa, Polen; † 26. Juni 2025 in Hasselt, Belgien) war ein polnischer Fußballspieler.

## Karriere
Jaroslav Studzizba startete seine Karriere in Polen. Er spielte bei Górnik Zabrze, Polonia Bytom, Polonia Warschau und Lechia Gdańsk, bevor er 1982 in die Bundesliga zu Eintracht Braunschweig wechselte. In der Bundesliga blieb er drei Jahre, bevor es ihn nach Österreich zu Austria Salzburg weiterzog. Zwei Jahre lang blieb er der Austria treu. Seine letzten Profi-Jahre spielte er in Belgien bei KFC Winterslag und KSC Hasselt, bevor er von 1991 bis 1994 seine aktive Karriere bei unterklassigeren Vereinen ausklingen ließ.